# IFA Arena
L'IFA Arena és un pavelló multifuncional situat a la pedania il·licitana de la Torre del Pla dins del recinte firal d'IFA. Té capacitat per a 15 000 espectadors, fet que el converteix en el pavelló més gran del País Valencià. A més, acull esdeveniments esportius, espectacles artístics, musicals, etc.
L'IFA Arena es va presentar en la Fira internacional de Turisme (Fitur) celebrada al gener a Madrid com la nova icona turística del País Valencià. L'acte va comptar, entre d'altres, amb l'urbanista Alfonso Vegara Gómez, l'arquitecte que ha dissenyat el pavelló i tot el pla d'ampliació del recinte firal, José María Tomás Llavador.